# 1000 w polityce

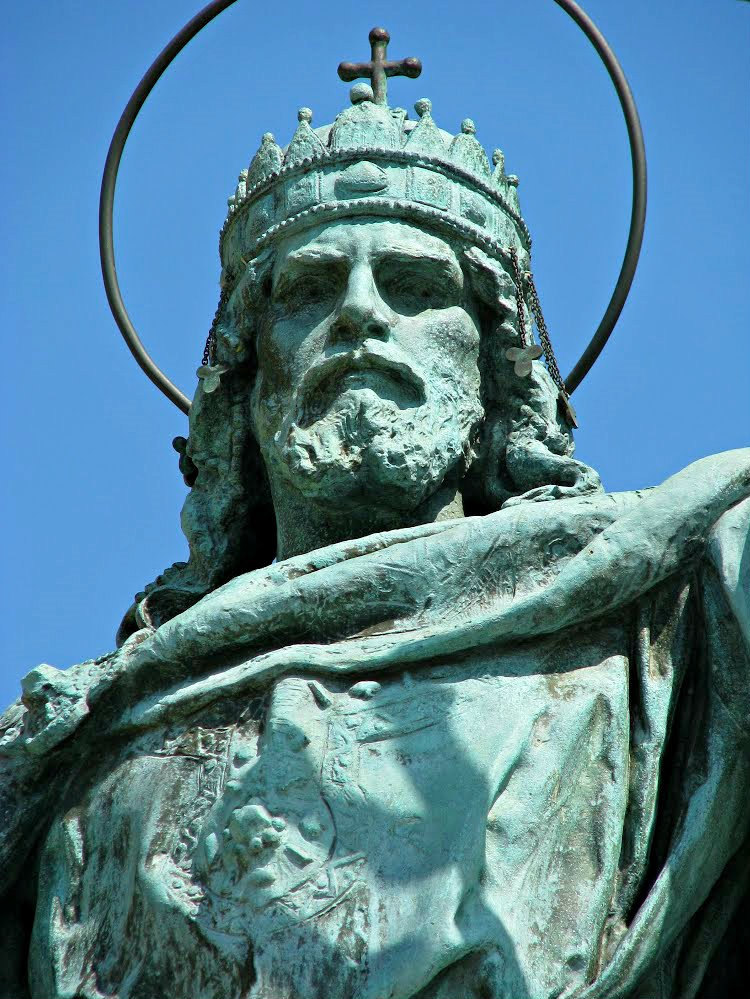
Święty Stefan

Wydarzenia polityczne w 1000 roku.

## Wydarzenia
- Zgromadzenie Ludowe w Islandii podjęło decyzję o przyjęciu chrześcijaństwa[1].
- Zjazd gnieźnieński[2]. Otton III odwiedza Bolesława Chrobrego.
- 25 grudnia[3] (lub 1 stycznia 1001[4]) Stefan I Święty[5] koronowany na króla Węgier[6].
- Król duński Swen Widłobrody w sojuszu ze Szwedami pokonuje króla norweskiego Olafa Tryggvasona, przywracając zwierzchnictwo Danii nad południową Norwegią[7].

## Urodzili się
- Otto Bolesławowic[8], syn Bolesława I Chrobrego.

## Zmarli
- Dawid, książę Gruzji[9].
- Olaf Tryggvason, król Norwegii, poległ w bitwie morskiej pod Svolder (ur. ok. 964 roku)[10].